# 棒振 (長久手市)
棒振（ぼうふり）は、愛知県長久手市の地名。

## 地理

### 交通
- 愛知県道57号瀬戸大府東海線

### 施設
- トヨタ博物館

- トヨタ博物館

## 歴史

### 人口の変遷
国勢調査による人口および世帯数の推移。
| 2020年（令和2年） | 15世帯 26人 |  |

### WEB
1. 1 2  総務省統計局 (2022年2月10日). “令和2年国勢調査の調査結果(e-Stat) - 男女別人口，外国人人口及び世帯数－町丁・字等” (CSV). 2023年8月2日閲覧。
2. ↑  “愛知県長久手市の町丁・字一覧”.   人口統計ラボ. 2024年7月26日閲覧。
3. ↑  “読み仮名データの促音・拗音を小書きで表記するもの(zip形式) 愛知県” (zip).   日本郵便 (2024年2月29日). 2024年3月26日閲覧。
4. ↑  “市外局番の一覧” (PDF).   総務省 (2022年3月1日). 2022年3月22日閲覧。
5. ↑  “ナンバープレートについて”.   一般社団法人愛知県自動車会議所. 2024年1月21日閲覧。